# 柿崎颯馬
柿崎 颯馬（かきざき そうま、1999年12月1日 - ）は、神奈川県平塚市出身の元プロ野球選手（内野手）、野球指導者。右投左打。

## 経歴
平塚市立吉沢小学校1年次に兄と姉がプレーしていた少年野球チームで野球を始める。小学6年次には横浜DeNAベイスターズJr.に選出され、第7回NPB12球団ジュニアトーナメントに出場した。
平塚市立土沢中学校在学時には横浜緑リトルシニアに在籍し、第8回全日本中学野球選手権大会ジャイアンツカップでベスト4進出を果たした。チームの一年後輩には後にチームメイトとなる岡本哲弥がいた。
中学卒業後は桐蔭学園高等学校に進学。2学年上には後にチームメイトとなる海老根拓弥が、2学年下には横浜DeNAベイスターズでプレーする森敬斗がいた。1年夏からベンチ入りを果たし、2年夏には主に3番・中堅手でスタメン入りした。2年次に出場した公式戦6試合では長打4本を含む9安打、9打点の活躍を見せた。3年春には遊撃手としても出場した。主将として挑んだ夏の選手権大会では、3回戦で破れ甲子園出場は叶わなかった。
プロ注目選手としてドラフト指名も有力視されていたが、プロ志望届を提出せず、社会人野球・JFE東日本に入団したものの、なかなか芽が出ず野球をやめることも考えていた。しかし、夢であるプロ野球選手を諦められず、小学生時代に所属していたベイスターズJr時代のコーチで、2021年当時、ベースボール・チャレンジ・リーグ（ルートインBCリーグ）の神奈川フューチャードリームスでヘッドコーチを務めていた林裕幸に連絡を取り、入団テストを受験。2022年1月24日に練習生契約として神奈川に加入したことが発表された。背番号は31。
シーズン序盤の4月19日に選手契約へと変更し、以降シーズンを通して43試合に出場、打率.311 打点12という成績を残した。シーズンオフの10月29日には2023シーズンのキャプテンに就任することが発表された。
2023年4月13日、横浜DeNAファームとの交流戦1回表の守備でセンターに抜ける打球に飛びつき負傷、翌14日には練習生契約への変更が発表された。5月9日、約1か月ぶりに選手契約へと変更されることが発表された。5月16日、復帰5戦目の埼玉武蔵ヒートベアーズ戦では9回に自身BCリーグ初となる3点本塁打を記録するなど4打数3安打3打点の大活躍を見せた。その好調のままにシーズンを終え、打率.330（南地区2位）、本塁打8本（南地区2位タイ）、打点33、OPS.976の好成績をマークした。10月11日、リーグのベストナイン・二塁手部門に選出された。
2024年1月10日、選手兼任で野手コーチに就任することが発表された。打率.353（リーグ4位）、本塁打2本、打点37、OPS.909の好成績で、10月11日、リーグのベストナイン・指名打者部門に選出された。シーズン終了後の10月17日に現役引退とコーチの退任による退団が発表された。

## 詳細情報

### 独立リーグでの打撃成績
| 年 度     | 球 団     | 試 合 | 打 席 | 打 数 | 得 点 | 安 打 | 二 塁 打 | 三 塁 打 | 本 塁 打 | 塁 打 | 打 点 | 盗 塁 | 盗 塁 死 | 犠 打 | 犠 飛 | 四 球 | 敬 遠 | 死 球 | 三 振 | 併 殺 打 | 打 率 | 出 塁 率 | 長 打 率 | O P S |
| --------- | --------- | ----- | ----- | ----- | ----- | ----- | -------- | -------- | -------- | ----- | ----- | ----- | -------- | ----- | ----- | ----- | ----- | ----- | ----- | -------- | ----- | -------- | -------- | ----- |
| 2022      | 神奈川    | 43    | 160   | 135   | 18    | 42    | 8        | 2        | 0        | 54    | 12    | 1     | 1        | 1     | 1     | 22    | -     | 1     | 34    | 4        | .311  | .408     | .385     | .793  |
| 2023      | 神奈川    | 53    | 219   | 188   | 37    | 62    | 13       | 3        | 8        | 97    | 33    | 2     | 1        | 1     | 1     | 24    | -     | 5     | 29    | 2        | .330  | .417     | .559     | .976  |
| 2024      | 神奈川    | 55    | 224   | 207   | 36    | 73    | 18       | 4        | 2        | 105   | 38    | 0     | 0        | 0     | 0     | 12    | -     | 5     | 33    | 4        | .353  | .402     | .507     | .909  |
| 通算：3年 | 通算：3年 | 151   | 603   | 530   | 91    | 177   | 39       | 9        | 10       | 264   | 83    | 3     | 2        | 2     | 2     | 58    | -     | 11    | 96    | 10       | .334  | .409     | .498     | .907  |

- 2024年シーズン終了時

### 背番号
- 31 （2022年 - 2024年）